# José Eusebio Otálora
José Eusebio Otálora Martínez (Fómeque, 16 de diciembre de 1826 - Tocaima, 8 de mayo de 1884) fue un político, militar y abogado colombiano. Fue Presidente de Colombia entre el 22 de diciembre de 1882 y el 1 de abril de 1884. Fue miembro del Partido Liberal Colombiano.

## Biografía
Hijo de un comerciante y agricultor vasco y de su esposa boyacense, su familia sufrió el destierro de sus posesiones en Miraflores (Boyacá) debido a las inclinaciones realistas del padre, y debido a esto se establecieron en Fómeque. Realizó en Bogotá sus estudios secundarios y universitarios, obteniendo el título de abogado en 1852, en el Colegio Mayor de Nuestra Señora del Rosario. Por esta época inició su actividad política como diputado provincial de Bogotá, pero ocupó este cargo por solo unos meses, ya que estableció su residencia en Guateque al año siguiente.

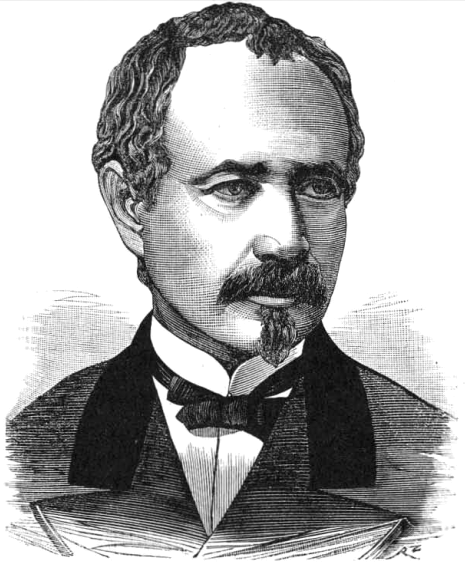
Otálora en la portada de Papel Periódico Ilustrado, 31 de diciembre de 1882.

Afincado en esta población, fue diputado de la Asamblea de Boyacá desde 1855, año en el que contrajo matrimonio. En 1863 representó a su estado en la Convención de Rionegro y tomó una posición de equilibrio y cordialidad entre las facciones radical y moderada de su partido. Al año siguiente ingresó a la Cámara de Representantes, donde ocupó un escaño hasta 1868. 
Es designado cónsul en Italia en 1870 y luego pasa a ocupar este cargo en Gran Bretaña hasta que regresa al país en 1875 y afronta del lado liberal, la guerra civil. Su participación en las guerras civiles desde 1854 le había permitido ascender en el escalafón militar, hasta su ascenso a general en 1877, el mismo año que resulta elegido Presidente del Estado de Boyacá, cargo desde el cual logra reconocimiento nacional y para el que es reelegido hasta 1882, cuando el segundo gobierno de Rafael Núñez lo nombra secretario de Hacienda.

## Presidencia (1882-1884)
En las elecciones de 1882, en las que fue elegido presidente Francisco Javier Zaldúa, también fueron elegidos como primer y segundo designado a la presidencia el saliente presidente Núñez y el secretario (ministro) Otálora. 

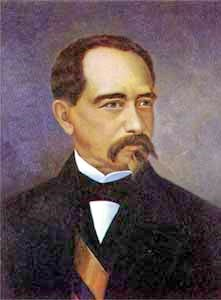
Retrato presidencial de Otálora, Academia Boyacense de Historia, Tunja.

Tras el fallecimiento del presidente Zaldúa en diciembre de ese año, y la declinación de Núñez, José Eusebio Otálora accedió a la presidencia de la república, encabezando un gobierno progresista y liberal que culminó el 1 de abril de 1884. Durante su mandato dio un gran impulso a la infraestructura vial y de comunicaciones del país a través de la terminación de varias redes de ferrocarriles nacionales.
Cuando se avecinaba la elección presidencial de 1884, el sector radical del liberalismo le ofreció a Otálora la candidatura a la reelección, pero el presidente declinó el ofrecimiento anunciando su lealtad para el sector independiente o moderado, que lideraba Núñez, es así como desde entonces se ganó la enemistad de los radicales.  
El sector radical del Congreso lo denunció por irregularidades durante su mandato (que resultaron falsas) y cuando se preparaba para escribir su defensa, murió de un derrame cerebral en su finca de Tocaima, al enterarse de que las acusaciones habían sido tomadas como ciertas por la justicia. Posteriormente fue absuelto.[cita requerida]